# Алексеев, Иосиф Кузьмич
Иосиф Кузьмич Алексеев (1882, Умань, Киевская губерния — 1955, Курган) — машинист паровоза депо станции Курган, Герой Труда (1931).

## Биография
Иосиф Алексеев родился в 1882 году в городе Умани Уманского уезда Киевской губернии, ныне город областного значения Черкасской области Украины.
Его детские годы и вся последующая жизнь связаны с городом Курганом. Здесь он окончил Богородице-Рождественское начальное училище и начал трудовую деятельность. Вначале был подсобным рабочим, а с 1908 года — помощником машиниста паровозного депо станции Курган.
В годы Гражданской войны Алексеев был в активе сопротивления против белочехов и колчаковцев. В период колчаковщины он находился в Кургане, поддерживая связь с подпольной большевистской организацией.
После освобождения Кургана от белогвардейцев Иосиф Кузьмич принимал участие в восстановлении железнодорожного транспорта. В 1921 году он был переведён на должность машиниста паровоза. В 1921—1922 годах, когда паровозные бригады отказывались работать из-за голода, он был инициатором ремонта паровозов, в результате чего значительно возросло продвижение железнодорожных составов с хлебом. В эти же годы он принимал активное участие в борьбе с хулиганством и бандитизмом, за что награждён Грамотой почётного милиционера.
Иосиф Кузьмич вёл активную общественную работу. Избирался делегатом XII (7—16 мая 1925) и XIII (10—16 апреля 1927) Всероссийских съездов Советов и III (май 1925) и IV (апрель 1927) Всесоюзных съездов Советов.
С 1931 года член ВКП(б), c 1952 года — КПСС.
В 1933 году тяжело заболел и ушёл на пенсию как инвалид труда, но ещё долгие годы был активным общественником. В 1939 году его избрали председателем кассы взаимопомощи при Курганском районном отделе социального обеспечения. Более двадцати лет Алексеев был бессменным депутатом Курганского городского Совета.
Иосиф Кузьмич Алексеев умер в 1955 году в городе Кургане Курганской области.

## Награды
- 30 июня 1931 года за выдающиеся заслуги в социалистическом строительстве, в деле восстановления народного хозяйства страны Президиум ВЦИК принял Постановление о присвоении Иосифу Кузьмичу Алексееву звания Героя Труда.
- Грамота почётного милиционера.

## Память
- Именем Алексеева названа улица в 1-м микрорайоне Заозёрного жилого массива города города Кургана, 19 сентября 1979 года.
- Мемориальная доска на улице его имени в Кургане[2]